# Jiráskova alej ve Strašnicích
Jiráskova alej ve Strašnicích je významná alej na ulici V Olšinách ve Strašnicích v Praze 10 v geomorfologickém celku Pražská plošina.

## Historie a popis
Jiráskova alej ve Strašnicích je převážně javorová alej, která dříve nesla název Jiráskovo stromořadí a do roku 1962 V Stromořadí. Alej je tvořena starými stromy, především javory mléčy (Acer platanoides), které byly a jsou významným veřejným prostorem Strašnic. Má zhruba 150 stromů, plošnou rozlohu 2,7 ha a byla vysazena někdy po roce 1918 asi ve 20. až 30. letech 20. století. První písemná zmínka pochází z roku 1934. Stromořadí bylo zvoleno regionální Aleji roku 2018 v anketě společnosti Arnika. Významným stromořadím Prahy 10 byla vyhlášena až v roce 2021. Alej nese jméno českého spisovatele Aloise Jiráska (1851–1930).
U základní školy Solidarita se s Jiráskovou alejí spojuje nově vysázená lipová alej Alej republiky s 24 lipami malolistými (lípy svobody), vysazenými ke stému výročí vzniku Československa v roce 2018, která je zároveň součástí projektu Strom za narozené dítě.

## Další informace
Alej je celoročně volně přístupná.